# Jakob ben Reuben (Rabbiner)
Jakob ben Reuben war ein spanisch-jüdischer Autor und Rabbiner des 12. Jahrhunderts.
Vor 1200 schrieb er in Südfrankreich oder Spanien das Buch milchamot ha-schem, auch milchamot adonaj („Kriege Gottes“), die erste antichristliche Streitschrift auf der Basis einer gründlichen Kenntnis der christlichen Theologie, die sich durch Ansätze zu rationaler Kritik an Dogmen und NT-Inhalten auszeichnet, aber auch durch unverblümte polemische Seitenhiebe.
Das Werk ist als Dialog zwischen dem „Bekenner“ und dem „Leugner der Einheit (Gottes)“ angelegt und behandelt in zwölf Kapiteln u. a. Trinität, Jungfrauengeburt, Inkarnation, Tora-Erfüllung durch Jesus, angeblich falsche christologische Schriftauslegungen sowie den Wert von Belegen für die noch ausstehende Ankunft des Messias.

## Werke
- Sefer Milchamot ha-Schem, hrsg. von Jehuda Rosenthal. Jerusalem 1963.